# Yiğitcan Hekimoğlu
Yiğitcan Hekimoğlu (né le 27 avril 1992) est un athlète turc, spécialiste du sprint

## Carrière
Il porte son record sur 100 m à 10 s 34 en juillet 2018 à Erzurum, avant de remporter la médaille d’argent du relais 4 x 100 m lors des Championnats d’Europe 2018 à Berlin.

## Palmarès
| Date | Compétition              | Lieu    | Résultat | Épreuve   | Temps   |
| ---- | ------------------------ | ------- | -------- | --------- | ------- |
| 2015 | Championnats des Balkans | Pitești | 1er      | 4 x 100 m | 39 s 35 |
| 2017 | Championnats du monde    | Londres | 7e       | 4 x 100 m | 38 s 73 |
| 2018 | Championnats d'Europe    | Berlin  | 2e       | 4 x 100 m | 37 s 98 |
| 2018 | Coupe continentale       | Ostrava | 2e       | 4 x 100 m | 38 s 96 |

## Records
| Épreuve | Épreuve   | Temps   | Lieu    | Date            |
| ------- | --------- | ------- | ------- | --------------- |
| 100 m   | Plein air | 10 s 34 | Erzurum | 14 juillet 2018 |